# Предвестник (игра)
Harbinger (рус. Предвестник) — приключенческая RPG, созданная студией Silverback Entertainment и изданная в 2003 году издательством Dreamcatcher Interactive.
Действие игры происходит на борту гигантского космического корабля, который населяют представители различных космических рас.

## Игровой процесс
Игра представляет собой классическую action-RPG, многие черты которой были взяты из игр серии Diablo. В процесс прохождения, игрок может улучшать имеющиеся у него 4 вида навыков, а также усиливать персонажа артефактами.

## Сюжет
Темное время настало, когда в солнечную систему вторгся «Предвестник» — огромный космический корабль, затмевавший планеты и оставляющий разрушительный след за собой. Жестокая инопланетная раса безмолвно блуждала в просторах космоса, жадно высасывая ресурсы планет, уничтожая её жителей и лишь часть из них забирая в рабство. Огромные размеры звездолёта «Предвестник» позволили вместить в себя несколько миллионов жителей, большая часть которых считалась заключёнными. Однако, чем больше территория, тем сложнее управлять ею. Не желая мириться с вечным рабством, некоторые смогли убежать и затаиться в заброшенных уровнях космической тюрьмы. Теперь только трём представителям оставшихся цивилизаций суждено одержать победу над захватчиками, приняв участие в решающей битве всего живого — в войне за свободу!

## Рецензии
| Сводный рейтинг | Сводный рейтинг |
| Агрегатор       | Оценка          |
| --------------- | --------------- |
| GameRankings    | 63,59 %         |

Крупнейший российский портал игр Absolute Games поставил игре 65 %. Обозреватели отметили неплохую графику и музыкальное сопровождение. К недостаткам были отнесены слабый игровой процесс и отсутствие нововведений. Вердикт: «Если подходить к Harbinger как к ролевой игре, пусть даже и относящейся к недостаточно престижному поджанру, ей можно смело ставить „тройку“ и… мечтать о продуманной вселенной с множеством NPC, интересными заданиями, развернутой ролевой системой — в общем, о том, что авторы отнесли к излишним или малозначимым вещам. Но лучше все-таки разглядеть в ней веселенькую бесшабашную аркаду, с лёгкостью разгружающую мозги, уставшие от сложных и комплексных игр. И не более того.».
Журнал «Игромания» поставил игре 9,5 баллов из 10-ти, сделав следующее заключение: «Игра напоминает старый добрый Diablo, переодетый в космические одежды.».